# La reine Vashti quitte le palais royal
La reine Vashti quitte le palais royal – ou Vashti répudiée – est un tableau réalisé vers 1475 par le peintre italien Sandro Botticelli et son élève Filippino Lippi. Cette tempera sur bois est un panneau latéral du premier des deux cassoni que ces artistes ont décorés avec la série de peintures appelée Scènes de l'histoire d'Esther, laquelle représente des passages de l'Ancien Testament consacrés à Esther. L'œuvre montre Vashti quittant le palais d'Assuérus à Suse, après sa répudiation. Elle est conservée dans les collections du musée Horne, à Florence.